# ラブラドル海流
ラブラドル海流（ラブラドルかいりゅう、英: Labrador Current）は、グリーンランドの南西、ラブラドル海を南へ流れる海流である。温度が低く、塩分濃度も低め。ニューファンドランド島沖のグランドバンクス周辺で暖流のメキシコ湾流とぶつかり潮目を作り、好漁場となる。
しかし、濃い霧が頻繁に発生する上に、氷山がラブラドル海流に乗って流れてくるため、航海上の危険な海域ともなっている。
1912年4月14日、イギリスの豪華客船タイタニック号がその処女航海途上、氷山と衝突し、沈没したことは有名である。それ以来アメリカ、カナダの協力によって国際海氷パトロールが組織され常時海流や氷山の状況が観測、通報されている。
グリーンランド近海からラブラドル海に流入する水量（西グリーンランド海流・バフィン島海流）は毎秒約750万トンであるが、ラブラドル海流による流出量は毎秒約550万トンである。この流出入量の差約200万トンの海水がラブラドル海において深層に沈降し、北大西洋に南下するものと考えられている。ノルウェー海の深層水は海嶺に妨げられて北大西洋へは流れないので、ラブラドル海流下の深層水は北大西洋における深層水の源として重要な意義を持っている。
ラブラドール・レトリーバーは、この海流がつくる冷たい海水中で網の牽引や脱落魚の回収など海洋漁業の手伝いをしていた犬を祖先とする。また、ニューファンドランドは当海流が作る海水中で水難救助を業としていた犬からスタートした。